# Frisksjön (Misterhults socken, Småland)
Frisksjön är en sjö i Oskarshamns kommun i Småland och ingår i Marströmmen-Viråns kustområde. Sjön är 3,2 meter djup, har en yta på 0,117 kvadratkilometer och är belägen 2,7 meter över havet. Vid provfiske har bland annat abborre, braxen, gers och gädda fångats i sjön.

## Delavrinningsområde
Frisksjön ingår i det delavrinningsområde (637033-154600) som SMHI kallar för Rinner mot Granholmsfjärden. Medelhöjden är 17 meter över havet och ytan är 34,84 kvadratkilometer. Det finns inga avrinningsområden uppströms utan avrinningsområdet är högsta punkten. Avrinningsområdets utflöde mynnar i havet, utan att ha någon enskild mynningsplats. Avrinningsområdet består mestadels av skog (86 procent). Avrinningsområdet har 0,19 kvadratkilometer vattenytor vilket ger det en sjöprocent på 0,5 procent. Bebyggelsen i området täcker en yta av 0,4 kvadratkilometer eller 1 procent av avrinningsområdet.

## Fisk
Vid provfiske har följande fisk fångats i sjön:
- Abborre
- Braxen
- Gärs
- Gädda
- Mört
- Sarv